# Pulvinaria peninsularis
Pulvinaria peninsularis är en insektsart som beskrevs av Ferris 1921. Pulvinaria peninsularis ingår i släktet Pulvinaria och familjen skålsköldlöss. Inga underarter finns listade i Catalogue of Life.